# ハキム・サナイ・カブール F.C.
ハキム・サナイ・F.C. は、アフガニスタンのアフガン・プレミアリーグのチームである。

## 現在の選手
注：選手の国籍表記はFIFAの定めた代表資格ルールに基づく。
| No. | Pos. |                | 選手名                       |
| --- | ---- | -------------- | ---------------------------- |
| 1   | GK   | アフガニスタン | ラフェット・シャイズ         |
| 2   | DF   | アフガニスタン | オリバー・ヌイサンダー       |
| 3   | DF   | アフガニスタン | シャウソーバー・ハビブ・ラウ |
| 5   | DF   | アフガニスタン | アリー・ガザー               |
| 18  | MF   | アフガニスタン | モハメド・タークミ           |
| 8   | MF   | アフガニスタン | モハメド・アッダ             |
| 9   | MF   | アフガニスタン | ウッマズ・サイフラー         |
| 17  | FW   | アフガニスタン | ハキム・モロン               |
| 12  | FW   | アフガニスタン | チャター・カンエフ           |
| 10  | FW   | アフガニスタン | アラズ・バシル               |

## 歴史
- 2006年:チーム設立(?)
- 2008年:アフガン・リーグ優勝(?)